# Trapezio (film)
Trapezio (Trapeze) è un film del 1956 diretto da Carol Reed, tratto dal romanzo Trapezio (The Killing Frost) del 1950 di Max Catto.
Secondo film dell'esperienza americana di Gina Lollobrigida, ambientato nel mondo del circo, fu prodotto da Burt Lancaster. L'attore, che era stato trapezista prima di intraprendere la carriera cinematografica, girò personalmente molte delle scene acrobatiche.
Il film uscì nelle sale italiane il 21 dicembre 1956. A Milano la prima serata al cinema Capitol fu dedicata a una proiezione di beneficenza a favore dei profughi ungheresi in Italia.

## Trama
Mike Ribble era una volta uno dei migliori trapezisti del mondo, il sesto ad essere riuscito nel triplo salto mortale, ma un errore nell'esecuzione dell'esercizio lo ha reso claudicante e quindi l'uomo ha smesso di esibirsi. Tino Orsini, un giovane ed ambizioso trapezista, cerca Ribble per farsi insegnare la tecnica del triplo salto mortale e chiedergli di eseguirlo con lui.
Ribble e Orsini grazie al loro salto diventano la principale attrazione del circo, ma la presenza di Lola, anche lei trapezista decisa ad avere un posto al sole, si insinua fra i due, finendo col creare un triangolo amoroso che mette a dura prova il rapporto fra i due uomini.

## Produzione
Il film fu prodotto dalla Hill-Hecht-Lancaster Productions (con il nome Joanna A.G.) (con il nome Hechler Productions), Joanna Productions e Susan Productions. Le riprese durarono dal 1º agosto al 18 novembre 1955. Il film fu girato ai Billancourt Studios di Parigi.
Nonostante l'opposizione del regista che non voleva correre rischi sia Burt Lancaster che Gina Lollobrigida per alcune scene non hanno utilizzato le controfigure, in particolare l'attore forte della sua precedente esperienza circense ha realizzato da solo tutto il numero del finale del film.

## Distribuzione
Distribuito dall'United Artists, uscì nelle sale cinematografiche USA il 30 maggio 1956, dopo esser stato presentato in prima mondiale a Los Angeles il 29 maggio 1956.

## Riconoscimenti
- 1956 - Festival di Berlino
  - Miglior attore (Burt Lancaster)